# Ambach (Gemeinde Wölbling)
Ambach ist eine Ortschaft und eine Katastralgemeinde der Marktgemeinde Wölbling im Bezirk St. Pölten-Land in Niederösterreich. Die Ortschaft hat 285 Einwohner (Stand 1. Jänner 2024). Bis Ende 1966 war Ambach eine eigenständige Gemeinde.

## Geografie
Das Dorf liegt südlich von Oberwölbling am Ambacher Graben.

## Geschichte
Im Jahr 1822 wurde der Ort als Dorf mit 28 Häusern genannt, das nach Oberwölbling eingepfarrt war, wohin auch die Kinder eingeschult wurden. Die Herrschaft Zagging zu Viehofen besaß die Ortsobrigkeit, die Herrschaft Oberwölbling übte die Landgerichtsbarkeit aus und besorgte die Konskription. Die Untertanen und Grundholde des Ortes gehörten der Herrschaft Viehofen.
Laut Adressbuch von Österreich waren im Jahr 1938 in der Ortsgemeinde Ambach zwei Gastwirte, ein Gemischtwarenhändler, ein Maurermeister, eine Milchgenossenschaft, ein Schlosser, ein Schmied, ein Schuster und ein Wagner ansässig.
Mit 1. Jänner 1967 wurde Ambach mit Oberwölbling zur neu gebildeten Gemeinde Wölbling zusammengeschlossen.

## Sehenswertes
- Barbarakreuz, Bildstock mit drei übereinanderliegenden Nischen, zum Schutz im Bergbau (Denkmallisteneintrag)